# Cavaillé (Orgelbauerfamilie)
Cavaillé bzw. Cavaillé-Coll ist der Name einer Orgelbauerfamilie aus dem Süden Frankreichs. Als erster Orgelbauer mit dem Namen Cavaillé zählt Joseph Cavaillé (* 1700; † 1767), ein Schüler Frère Isnards. Auch dessen Neffe, Jean-Pierre Cavaillé (* um 1740 in Gaillac) wurde Orgelbauer und war ab 1765 in Spanien tätig; aufgrund Jean-Pierres Heirat mit Françoise Coll in Barcelona 1767 trug sein Sohn Dominique-Hyacinthe (* 16. April 1771) nach spanischem Brauch den Doppelnamen Cavaille-Coll. Die Familientradition setzte sich bei seinen Söhnen Vincent Cavaillé-Coll (* 9. Oktober 1808; † 1886) und Aristide Cavaillé-Coll fort; er ist der mit Abstand bedeutendste Träger des Namens und gilt als einer der wirkmächtigsten Orgelbauer aller Zeiten. Aristides Sohn Gabriel Cavaillé-Coll war nur mäßig als Orgelbauer erfolgreich. Mit ihm endet die Dynastie.

## Joseph Cavaillé

### Leben
Der Stoffmacher Jean-Pierre (I) Cavaillé aus Gaillac hatte die Söhne Gabriel (I), Pierre und Joseph, die beiden letzteren traten dem Dominikanerorden bei. Pierre wurde Apotheker, Joseph erlernte bei Frère Isnard Orgeln zu bauen und gestaltete gemeinsam mit ihm mehrere Orgeln in Südfrankreich (s. französische Fassung von "Cavaillé").

### Werkliste (Auswahl)
| Jahr | Ort      | Gebäude                | Bild | Manuale | Register | Bemerkungen          |
| ---- | -------- | ---------------------- | ---- | ------- | -------- | -------------------- |
|      | Toulouse | St-Pierre-des-Cuisines |      |         |          | gemeinsam mit Isnard |

## Jean-Pierre Cavaillé

### Leben
Jean-Pierre II) Cavaillé wurde um 1740 in Gaillac als Sohn von Gabriel (I) Cavaillé geboren und bei seinem Onkel Joseph ausgebildet. Er verbrachte einige Zeit in Spanien, heiratete in Barcelona Marie-Françoise Coll und kehrte 1770 nach Toulouse zurück, wo ihm 1771 der Sohn Dominique-Hyacinthe geboren wurde.

### Werkliste (Auswahl)
| Jahr | Ort                     | Gebäude                | Bild | Manuale | Register | Bemerkungen                                      |
| ---- | ----------------------- | ---------------------- | ---- | ------- | -------- | ------------------------------------------------ |
| 1760 | Perpignan               | Église de La Réal      |      |         |          |                                                  |
| 1762 | Barcelona               | Santa Catalina         |      |         |          |                                                  |
| 1772 | Carcassonne             | St-Nazaire et St-Celse |      |         |          |                                                  |
| 1785 | Mont-Réal               |                        |      |         |          | Restaurierung; gemeinsam mit Dominique-Hyacinthe |
| 1789 | Saint-Guilhem-le-Désert | Abteikirche            |      |         |          |                                                  |

## Dominique-Hyacinthe Cavaillé-Coll (1771–1862)

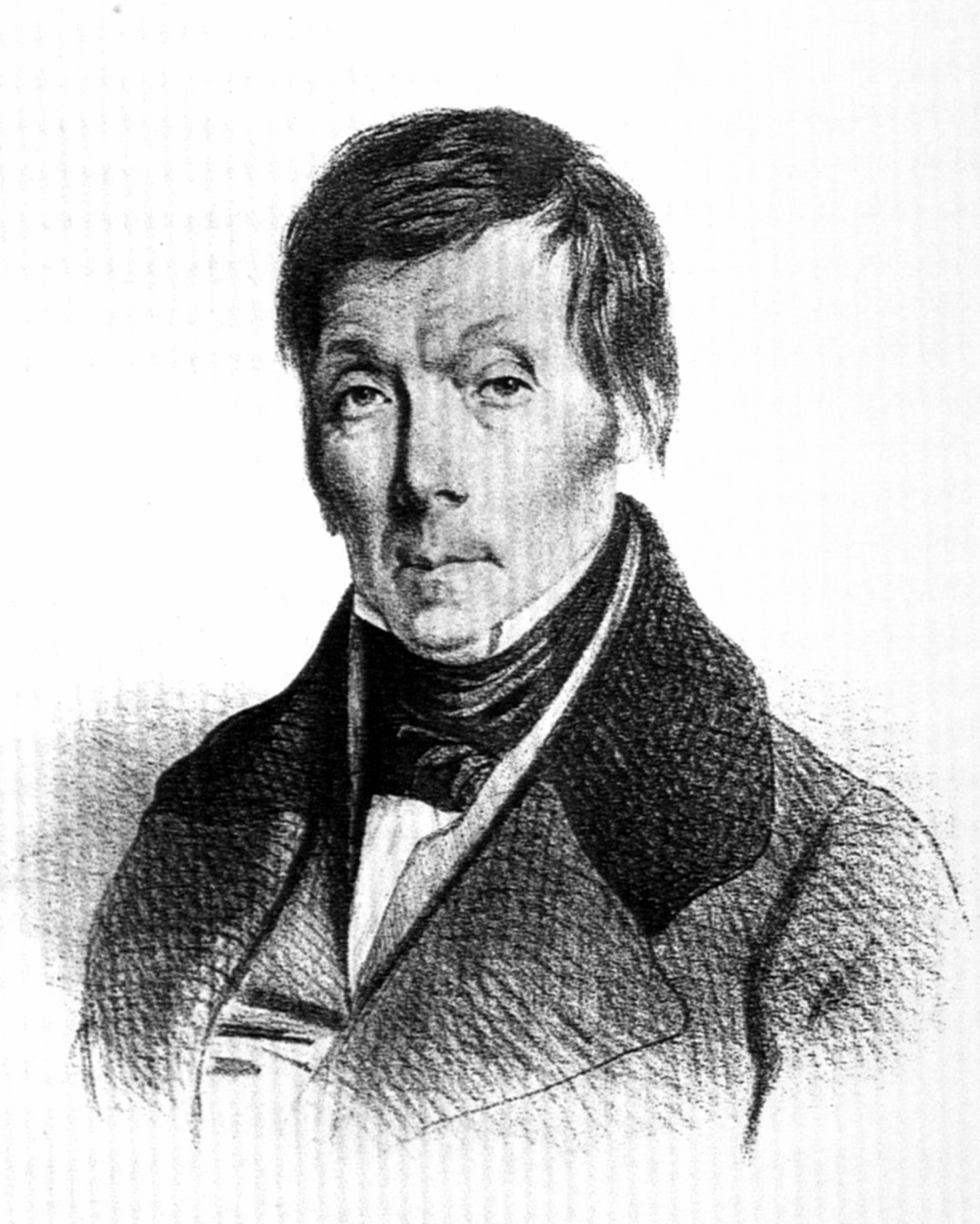
Dominique Cavaillé-Coll im Jahre 1846 (Lithographie)

### Leben
Dominique Hyacinthe wurde 1771 geboren. Mit 17 Jahren ging er 1788 nach Barcelona.

### Werkliste
| Jahr | Ort                    | Gebäude           | Bild | Manuale | Register | Bemerkungen   |
| ---- | ---------------------- | ----------------- | ---- | ------- | -------- | ------------- |
| 1788 | Pincerda               | Dominikanerkirche |      |         |          | Restaurierung |
| 1788 | Pincerda               | Église collégiale |      |         |          |               |
|      | Saint-Jean-des-Abesses |                   |      |         |          |               |

## Vincent Cavaillé-Coll

### Werkliste (Auswahl)
| Jahr | Ort     | Gebäude       | Bild | Manuale | Register | Bemerkungen |
| ---- | ------- | ------------- | ---- | ------- | -------- | ----------- |
| 1868 | Avignon | St-Symphorien |      |         |          |             |